# Decodon
Genre
Decodon est un genre de poissons appartenant à l'ordre des Perciformes et à la famille des Labridae. 

## Liste d'espèces
Selon World Register of Marine Species (1er octobre 2015), FishBase (1er octobre 2015) et ITIS (1er octobre 2015) :
- Decodon grandisquamis (Smith, 1968)
- Decodon melasma Gomon, 1974
- Decodon pacificus (Kamohara, 1952)
- Decodon puellaris (Poey, 1860)